# Klaus Kinkel
Klaus Kinkel, nemški pravnik, politik in poslanec, * 17. december 1936, Metzingen, † 4. marec 2019.
Kinkel je bil predsednik Bundesnachrichtendiensta (1979-1982), minister za pravosodje Nemčije (1991-1992) in minister za zunanje zadeve Nemčije (1992-1998).